# Parti socialiste unifié du Venezuela

Drapeau du Parti socialiste unifié du Venezuela.

Le Parti socialiste unifié du Venezuela (en espagnol : Partido Socialista Unido de Venezuela, abrégé en PSUV) est un parti politique vénézuélien fondé en 2007 dans lequel se sont regroupées l'essentiel des forces politiques qui soutiennent la « révolution bolivarienne » amorcée par le président Hugo Chávez et poursuivie par son successeur Nicolás Maduro.

## Description
Les partis qui acceptent de se fondre dans ce nouvel ensemble sont le Mouvement Cinquième République, qui est majoritaire, le Mouvement électoral du peuple, le Movimiento Independiente Ganamos Todos, l'Unidad Popular Venezolana, le Movimiento Tupamaro de Venezuela et la Liga Socialista'.
À l'inverse, Patria Para Todos, Podemos et le Parti communiste du Venezuela refusent de s'intégrer à ce mouvement bien qu'ils soutiennent la politique menée par le président vénézuélien.
Créé en 2007, le parti connaît ses premières élections internes le 9 mars 2008. À cette date sont élus les 30 membres de la direction permanente (15 permanents et 15 suppléants). Le parti compte alors près de 2,5 millions de militants. En juillet 2009, le parti compterait quelque 7 millions de membres dont 1 270 000 jeunes affiliés à la Jeunesse du Parti socialiste unifié du Venezuela (en espagnol : Juventud del Partido Socialista Unido de Venezuela abrégé en JPSUV).
Pour Germán Ferrer, député du PSUV et mari de Luisa Ortega Díaz, le parti est devenu une institution verticale où il n'y a pas de débat et ses membres agissent en tant que simples exécutants.

## Histoire
Les élections législatives de 2015 sont une défaite pour le PSUV, une première depuis 1999.
Le 15 octobre 2017, le GPP dont le PSUV fait partie, obtient 17 États contre cinq pour la MUD lors des élections régionales.

## Résultats électoraux

### Élections présidentielles
| Année | Candidat       | 1er tour  | 1er tour | 1er tour |
| Année | Candidat       | Voix      | %        | Rang     |
| ----- | -------------- | --------- | -------- | -------- |
| 2012  | Hugo Chávez    | 8 191 132 | 55,1     | 1er      |
| 2013  | Nicolás Maduro | 7 587 579 | 50,6     | 1er      |
| 2018  | Nicolás Maduro | 6 205 875 | 67.8     | 1er      |
| 2024  | Nicolás Maduro | 6 408 844 | 51,9     | 1er      |

### Élections parlementaires
| Année | Assemblée nationale | Assemblée nationale | Assemblée nationale | Assemblée nationale |
| Année | Voix                | %                   | Sièges              | Leader              |
| ----- | ------------------- | ------------------- | ------------------- | ------------------- |
| 2010  | 5 451 419           | 48,3                | 96 / 165            | Diosdado Cabello    |
| 2015  | 5 599 025           | 40,9                | 55 / 167            | Diosdado Cabello    |
| 2020  | 3 906 243           | 62,72               | 253 / 277           | Francisco Torrealba |